# アヴィ・スコット

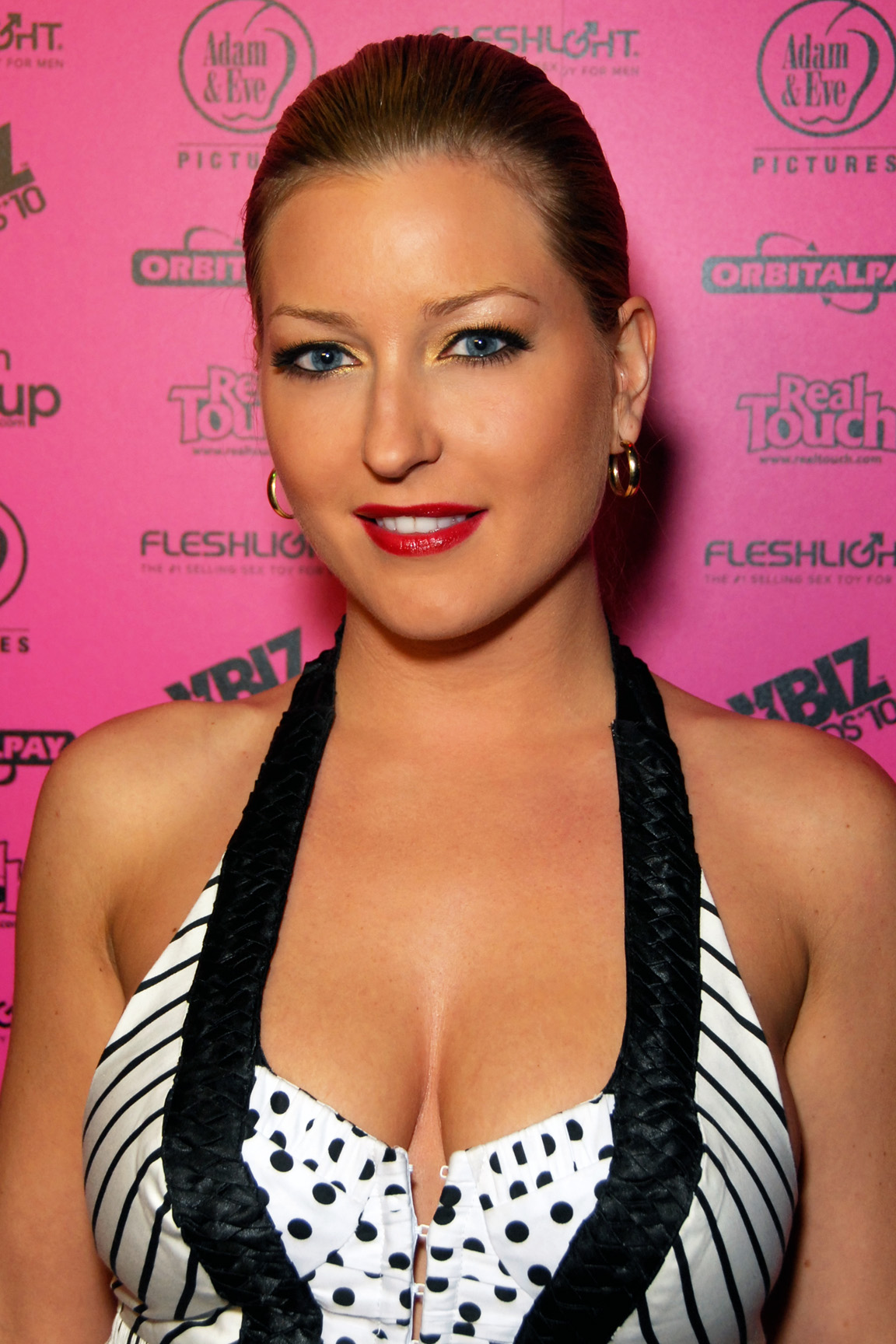
アヴィ・スコット

アヴィ・スコット（Avy Scott、1981年11月2日－）はアメリカ合衆国フロリダ州タンパ出身のポルノ女優。
大学では経営学と心理学を専攻し、初めはオンラインでライブオナニーショーを始め、大学を中退したのち2001年にポルノ映画の世界へ。初の出演作は『フォー・フィンガー・クラブ＃20』で、いわゆるカラミを伴う初の出演作は『リアル・セックス・マガジン＃47』であった。
2003年にあってはAVNの最高新人女優賞の受賞候補者へ。
100本を超えるポルノ映画に出演し、4本のポルノ映画で監督を経験。『マイ・シスターズ・ホット・フレンド』を始めとする数多のポルノウェブサイトへの登場も行った。